# Abd al-Hamid Karame
Abd al-Hamid Karame (in arabo  عبد الحميد كرامي‎?; Tripoli, 23 ottobre 1890 – 23 novembre 1950) è stato un politico libanese, primo ministro della Repubblica libanese negli anni Quaranta.
Deputato sunnita di Tripoli, fece parte del gruppo di politici libanesi che furono incarcerati nel 1943 dai francesi per stroncare le loro attività irredentiste che miravano al conseguimento della piena indipendenza della loro patria, assoggettata nel primo dopoguerra alla Francia per volere della Società delle Nazioni.
Due suoi figli, Rashid Karame e Omar Karame, sono stati Primi Ministri libanesi, al pari del padre.